# Linia kolejowa nr 572
Linia kolejowa nr 572 – magistralna, zelektryfikowana, jednotorowa linia kolejowa łącząca stację Włoszczowa Północ ze stacją Żelisławice.
Stanowi ona łącznicę między Centralną Magistralą Kolejową a linią kolejową Kielce Główne – Fosowskie i umożliwia zjazd pociągów z CMK w kierunku Częstochowy.